# Burning the Witches
Burning the Witches je první studiové album německé kapely Warlock. Bylo vydáno v roce 1984.

## Seznam skladeb
1. „Sign of Satan“ – 3:13
2. „After the Bomb“ – 3:50
3. „Dark Fade“ – 4:07
4. „Homicide Rocker“ – 3:12
5. „Without You“ – 5:25
6. „Metal Racer“ – 3:42
7. „Burning the Witches“ – 4:17
8. „Hateful Guy“ – 3:41
9. „Holding Me“ – 4:07